# جيمس إي. ويست
جيمس إي. ويست (بالإنجليزية: James E. West) هو سياسي أمريكي، ولد في 28 مارس 1951 بسايلم في الولايات المتحدة، وتوفي في 22 يوليو 2006 بسياتل في الولايات المتحدة بسبب سرطان القولون. حزبياً، نشط في الحزب الجمهوري. وقد انتخب عضو مجلس نواب واشنطن.